# Бєльці (футбольний клуб)
«Бєльці» (рум. Fotbal Club Bălți) — молдовський футбольний клуб із Бєльців, заснований 1984 року. Виступає у національному дивізіоні Молдови. Домашні матчі проводить на «Міському стадіоні» міста Бєльці, який вміщає 5 953 глядачів. Основна форма команди — червоні футболки і гетри, чорні труси. На виїзді футболісти «Зорі» грають у повністю білій формі з червоними вставками.

## Історія клубу

### Попередні назви
- 1984—1991: «Зоря»
- 1992—2014: «Олімпія»
- 2014—2019: «Заря»
- 2020—: «Бєльці»

Логотип «Олімпії» (Бєльці)

Логотип «Зарі» (Бєльці)

Команда була утворена в 1984 році і отримала назву «Заря». До розпаду Радянського Союзу вона виступала у другій лізі чемпіонату СРСР. Першим тренером клубу був Іван Данільянц, який пізніше керував національною збірною Молдови. У тому складі грали такі імениті футболісти, як Ігор Тюников, Микола Чеботар, що став генеральним секретарем Футбольної Федерації Молдови, Олександр Мацюра та інші майстри.
1991 році, коли Молдова здобула незалежність, клуб був перейменований на «Олімпію». Найкращим виступом клубу стало здобуття бронзових медалей у сезонах 1994/95 та 2009/10, завдяки чому у 2010 році «Олімпія» дебютувала в єврокубках, взявши участь у Лізі Європи УЄФА. У тому ж сезоні 2010/11 команда стала фіналісткою Кубка Молдови.
У липні 2014 року нове керівництво клубу на чолі з генеральним менеджером Іваном Королюком оголосило, що клуб поверне назву «Заря», оскільки права на бренд «Олімпія» залишились у колишнього власника.
У фіналі Кубка Молдови 2015/16 команда з рахунком 1: 0 обіграла клуб «Мілсамі» і вперше стала володарем цього трофею.
За підсумками сезону 2018 року «Заря» посіла останнє 8 місце і вилетіла з вищого дивізіону, а влітку 2019 року була визнана банкрутом через борги понад 1 млн леїв. Після банкрутства «Заря» отримала муніципальний статус, міське фінансування і стала виступати під новою назвою «Бєльці».
У 2021 році «Бєльці» виграли Дивізіон А і вийшли в Національний дивізіон Молдови. У першому ж матчі у вищій лізі, команда сенсаційно обіграла багаторічного чемпіона — «Шериф» (1:0).

## Досягнення
- Бронзовий призер чемпіонату Молдови (2): 1994/95; 2009/10
- Володар Кубка Молдови (1): 2015/16
- Фіналіст Кубка Молдови (1): 2010/11, 2016/17

## Єврокубки
| Сезон   | Змагання         | Раунд | Клуб              | Вдома | На виїзді | Підсумок       |
| ------- | ---------------- | ----- | ----------------- | ----- | --------- | -------------- |
| 2010–11 | Ліга Європи УЄФА | 1К    | Хазар-Ленкорань   | 0–0   | 1–1       | 1–1            |
| 2010–11 | Ліга Європи УЄФА | 2К    | Динамо (Бухарест) | 0–2   | 1–5       | 1–7            |
| 2016–17 | Ліга Європи УЄФА | 1К    | Відеотон          | 2–0   | 0–3       | 2–3            |
| 2017–18 | Ліга Європи УЄФА | 1К    | Сараєво           | 2–1   | 1–2       | 3–3 (пен. 6:5) |
| 2017–18 | Ліга Європи УЄФА | 2К    | Аполлон (Лімасол) | 1–2   | 0–3       | 1–5            |